# Локоть Василь Тимофійович
Локоть Василь Тимофійович (1899, Борзна — 15 грудня 1937) — радянський письменник (творчий псевдонім — А.Зорич).
Один з перших радянських фейлетоністів (співпрацював у «Правді», потім в «Известиях»). Значне місце у творчості займали пронизані романтичним пафосом розповіді про героїв революції. Багато їздив по країні, публікував шляхові нариси. За його кіносценаріями були поставлені фільми «Дон Дієго і Пелагея» — 1927, і «Дівчина поспішає на побачення» — 1936.
Репресований, реабілітований посмертно.

## Твори
- Ізбрані розповіді, М., 1932
- Легковажна повість, Л., 1934
- Найголовніше. Розповіді. Нариси. Фейлетони. [Вступ. ст. Ф. Левіна], М., 1961
- Сузір'я Оріона. Розповіді, К., 1963.